# 길 (2008년 영화)
《길》은 김석우 감독이 에베레스트 등반을 소재로 제작한 영화이다.

## 줄거리
2007년 4월 18일에 77대원들은 먼저 베이스캠프로 출발했다. 그들은 텡보체의 추모탑과 20주년 기념비에 들렀다가 남서벽 원정대와 합류하기 위해 발걸음을 옮긴다. 20 ~ 30대가 주 축인 남서벽 원정대는 비행기가 회항을 하고 짐을 나를 야크와 포터가 없어 쩔쩔매는 등 초반부터 애를 먹는 가운데 77대원들과 합류해 에베레스트에 오르기 전 가슴이 따뜻한 시간을 나눈다.
드디어 등반이 시작된 4월 18일에 전쟁이 시작되었다. 남서벽은 역시 험난한 거벽이었다. 체력과 경험에 관한 대원 한 명 한 명이 뛰어난 등산자였지만 등반을 마치고 캠프로 내려설 때면 하루 사이에 몇 년씩 늙은 것처럼 피폐해졌다. 그래도 이들은 아무도 가지 않은 길을 한 발 한 발 오른다는 데에서 희열을 느끼고 있다.
하지만 겁을 먹은 셰르파들이 등반을 거부하고, 이로 인해 식량과 장비수송에 차질이 생기면서 정찬일 대원이 고소증을 겪는 등 하나 둘씩 문제가 생기기 시작한다. 그런 가운데 5월 8일 어버이날이 밝았다. 박영석 대장은 대원들이 부모님들과 통화할 수 있도록 인공위성전화기를 건네주고, 대원들은 무표정이지만 금세 눈물이 터져나올 듯한 분위기로 자신들의 안부를 전한다.
셰르파들이 오르지 못하자 20㎏에 육박하는 짐을 지고 해발 8,000m를 등반해야 하는 대원들은 한걸음 내딛는 것조차 힘들게 된다. 설상가상 기상악화로 강풍이 몰아치고 텐트들이 날아가는 비상사태가 발생된다. 다행이 남은 한 개의 텐트에서 재정비를 마친 원정대는, 드디어 정상공격의 15일 아침을 맞는다.
어스름한 새벽녘, 전기도 끊긴 텐트 안에서 헤드랜턴 불빛에 식사를 마친 오희준, 이현조 대원은 칠흑 같은 어둠을 헤치고 남서벽으로 출발한다. 아무도 가보지 않은 미지의 길을 쫓는 그들은 코스 중간, 마지막 등반을 앞두고 좁은 텐트 안에서 짧은 대화를 나눈다. 하지만, 이것이 두 사람이 세상에 남긴 마지막 목소리이자 마지막 모습이 될 줄 누가 알았는가?

## 기타
- 프로듀서: 박승현
- 제작팀: 하태완
- 제작관리부문: 한이슬
- 제작관리부문: 한보라